# Era do Silêncio

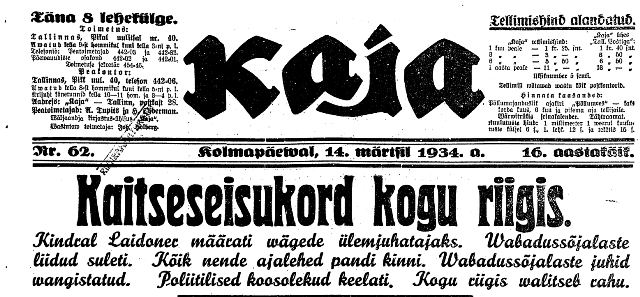
Legenda do jornal Kaja anunciando o início do estado de proteção liderado pelo General Laidoner em 14 de março de 1934.

A Era do Silêncio (em estoniano: vaikiv ajastu) foi o período entre 1934 e 1938  (ou 1940 ) na história da Estônia. O período começou com o autogolpe preventivo de 12 de março de 1934, que o primeiro-ministro estoniano Konstantin Päts realizou para evitar uma temida tomada do aparato estatal pelo popular Movimento Vaps (uma organização política nacionalista de veteranos de guerra).